# FarmVille
Ne pas confondre avec la ville américaine Farmville
FarmVille est un jeu social de simulation de ferme en temps réel développé par Zynga, disponible comme une application sur le site Internet de mise en réseau social Facebook. Le jeu permet aux membres de Facebook de diriger une ferme virtuelle en plantant, en cultivant et en récoltant des récoltes virtuelles, des arbres et en élevant le bétail. Depuis son lancement en juin de 2009, FarmVille est devenu l'application de jeu la plus populaire sur Facebook, avec plus de 82,7 millions d'utilisateurs actifs et plus de 22,5 millions de fans en février de 2010. FarmVille a commencé comme un clone de Farmtown, autre application populaire sur Facebook. En septembre 2011, Farmville est la troisième application la plus populaire des jeux Facebook derrière CityVille et The Sims Social.
Fin 2020, Adobe ayant annoncé la fin du service Flash player, Zynga annonce également la fin du jeu Farmville sur Facebook. Néanmoins, il est toujours possible de jouer en téléchargeant une application.
Fin 2021, Zynga annonce le lancement d'un nouveau jeu, Farmville 3, sur les plateformes mobiles, ainsi que sur Mac et PC.

## Déroulement du jeu
Sur le commencement d'une ferme, le joueur crée d'abord un avatar personnalisable. Il dispose ensuite d'un petit terrain vague avec six parcelles de terre, dont quatre sont dans le processus de croissance et deux (aubergines et fraises) sont arrivées à maturité.
Le jeu est basé autour du « marché », lieu où les articles peuvent être achetés :
- les graines ;
- les arbres ;
- les animaux ;
- les bâtiments ;
- les décorations ;
- les véhicules, etc.

Il est possible d'acheter en utilisant des « Farm Coins », l'argent générique de FarmVille (qui est gagné en vendant des récoltes) ou des « Farm Cash » (que le joueur gagne au taux d'un dollar par niveau d'expérience). Un joueur peut choisir entre acheter avec de l'argent réel, des « Farm Coins » ou des « Farm Cash » de Zynga.
Le joueur plante des graines et des arbres qui donnent des récoltes et rapportent ainsi des « Farm Coins ».
Les animaux peuvent aussi être achetés et élevés.
Le joueur gagne des points d'expérience (XP) par les articles achetés et l'accomplissement de tâches régulières telles que le labourage, la semence et la récolte.
Gagner des points XP augmente le niveau du joueur, ce qui lui permet d'avoir accès à plus de contenu du jeu.
La plupart des articles peuvent être achetés avec les « Farm Coins », bien que certains (par exemple certains animaux) doivent être achetés avec des « Farm Cash ».
Chaque parcelle de terre coûte 15 « Farm Coins » pour être labourée et les graines peuvent varier de 10 à 220 « Farm Coins ». Chaque récolte est vendue pour un prix qui est plus grand que le prix payé pour la semence. Le rapport de prix de récolte varie et est basé sur les facteurs de temps de récolte et de prix de la plantation initiale.
Par exemple, les framboises, avec un temps de croissance de deux heures, coûtent 20 pièces et produisent 46 pièces par parcelle, avec un rapport de 1:2.3. Les pastèques, avec un temps de croissance de quatre jours, coûtent 130 pièces et produisent 348 pièces, pour un rapport de 1:2.68. Attention: il faut aussi tenir compte du coût du labourage. Le temps de croissance peut varier de deux heures (les framboises) à quatre jours (les artichauts, les pastèques).
Si la plantation n'est pas récoltée dans le laps de temps égal au temps de croissance, elle sera perdue et le terrain devra être labouré de nouveau (à moins que le « Unwither Ring » ne soit appliqué).
Par exemple, les citrouilles pousseront en 8 heures. Si les citrouilles ne sont pas récoltées au cours des 16 heures suivant le moment de plantation, elles commenceront à se flétrir et mourir et le joueur ne pourra pas les récolter ni gagner des « Farm Coins » ou des points d'expérience (à moins que le « Unwither Ring » ne soit appliqué).